# Joseph Cadic
Pour les articles homonymes, voir Cadic.
Joseph Cadic est un homme politique français né le 5 septembre 1886 à Noyal-Pontivy, dans le Morbihan, et décédé le 7 mai 1971 dans sa ville natale. 

## Biographie
Exploitant agricole, il entre en politique en 1919 en devenant conseiller municipal de Noyal-Pontivy. En 1924, il est élu député du Morbihan sur la liste de la Fédération républicaine indépendante du Morbihan. Il s'inscrit au groupe parlementaire de l'Union républicaine démocratique et devient, l'année suivante, maire de sa commune natale. Réélu député en 1928 il se spécialise dans les questions agricoles.
Battu en 1932 par le candidat du Parti radical-socialiste, il retrouve son mandat de député après les élections de 1936 qui voient la victoire du Rassemblement populaire. Il fait alors partie des quinze députés élus en Bretagne signataires d'un « programme du Front Breton », qui vise alors à créer un groupe parlementaire breton à l'Assemblée nationale, et à défendre des lois en faveur de la régionalisation des institutions ou en faveur de l'enseignement de la langue bretonne.
Comme de nombreux adhérents de la Fédération républicaine dans les années 1930, il s'en éloigne et choisit de ne rejoindre aucun groupe parlementaire.
Le 10 juillet 1940, il vote en faveur de la Remise des pleins pouvoirs au Maréchal Pétain. Il tente, en 1941, de franchir la ligne de démarcation. Arrêté par les Allemands, il effectue un mois de prison avant d'être démis de ses mandats. En 1945, il est frappé d'inéligibilité comme tous les parlementaires ayant approuvé la prise du pouvoir par le Maréchal Pétain ; consulté, un jury d'honneur refuse de le rétablir dans ses droits.
Réélu maire en 1953, son inéligibilité qui sera supprimée par la loi du 6 août 1953, fut alors soulevée. Toutefois le caractère non suspensif du recours et la lenteur de la procédure lui permettent d'exercer son mandat jusqu'en mars 1956. Déclaré inéligible, il se présente avec succès à l'élection municipale organisée afin de pourvoir son siège devenu vacant puis ses collègues du Conseil le réélisent au poste de maire.
En 1956, il se présente aux élections législatives sur la liste d'Union des indépendants et paysans et des républicains nationaux conduite par Raymond Marcellin. Élu, il siège au groupe du Parti paysan d'union sociale. En 1958, il soutient l'arrivée au pouvoir du Général de Gaulle et quitte définitivement le Parlement.
Il fonde la même année le Service social breton, dont il est le premier président.

## Sources